# Dick Nash
Richard Taylor "Dick" Nash (26 januari 1928) is een Amerikaanse jazz-trombonist.
Nash begon op zijn tiende brass-instrumenten te bespelen. Nadat zijn ouders overleden waren en hij naar een kindertehuis werd gestuurd, begon hij trompet en bugel te studeren. Rond 1947 begon zijn professionele loopbaan. Hij speelde in die jaren  in de bands van Glen Gray, Sam Donahue en Tex Beneke. Na zijn diensttijd, waarin hij in een legerband speelde, werd hij in 1953 trombonist in het orkest van Billy May. Later werd hij een studiomuzikant in Los Angeles, waar hij onder meer meespeelde op soundtracks van Henry Mancini (zoals voor "Peter Gunn" uit 1959 en "Mr. Lucky" uit 1960). Nash heeft meegewerkt aan talloze platen, van musici en vocalisten als Ella Fitzgerald, Mel Tormé, Nat King Cole, Anita O'Day, Harry James, Count Basie, Ray Anthony, Art Pepper, Pete Fountain, Peggy Lee, Eroll Garner, Randy Crawford, Julio Iglesias en Frank Sinatra ("Duets", 1993).